# Município de Shalersville (condado de Portage, Ohio)
O município de Shalersville (em inglês: Shalersville Township) é um município localizado no condado de Portage no estado estadounidense de Ohio. No ano de 2010 tinha uma população de 5.670 habitantes e uma densidade populacional de 79,24 pessoas por km².

## Geografia
O município de Shalersville encontra-se localizado nas coordenadas 41° 14′ 10″ N, 81° 14′ 45″ O. Segundo o Departamento do Censo dos Estados Unidos, o município tem uma superfície total de 71.55 km², da qual 70.27 km² correspondem a terra firme e (1.79%) 1.28 km² é água.

## Demografia
Segundo o censo de 2010, tinha 5.670 habitantes residindo no município de Shalersville. A densidade populacional era de 79,24 hab./km². Dos 5.670 habitantes, o município de Shalersville estava composto pelo 96.3% brancos, o 1.55% eram afroamericanos, o 0.14% eram amerindios, o 0.37% eram asiáticos, o 0.02% eram insulares do Pacífico, o 0.21% eram de outras raças e o 1.41% pertenciam a duas ou mais raças. Do total da população o 1.04% eram hispanos ou latinos de qualquer raça.